# گابریلا گیمارائس
گابریلا گیمارائس (پرتغالی: Gabriela Guimarães؛ زادهٔ ۱۹ مهٔ ۱۹۹۴) بازیکن والیبال اهل برزیل است.